# Рурбанізація
Рурбанізація (від англ. rural — сільський та урбанізація) — процес поширення міських форм і умов життя на сільську місцевість. 
Рурбанізація може виражатися у міграції міського населення в сільські поселення, розвитку форм господарської діяльності, що характерні для міст, у тому числі промисловості, сфери обслуговування та ін. При цьому відбувається залучення сільських жителів до міської культури, крім цього сільські поселення стають функціональною складовою виробничо-територіальних систем, що формуються на базі великих міст.
Активно відбувається процес рурбанізації в економічно розвинутих країнах Європи. Чисельність населення найкрупніших міст не зростає, а зменшується через те, що урбанізація несе в собі не тільки позитивні, а й негативні тенденції (транспортні проблеми, погіршення екології, непропорційного збільшення ціни на землю та нерухомість тощо). Як наслідок у європейських країнах частка міського населення значно нижча, ніж у менш розвинутих країнах Азії, Африки та Південної Америки.